# Chwalimiacy
Chwalimiacy (Chwalimiaki) – dawna wiejska grupa etnograficzna ludności polskiej, zamieszkująca wieś Chwalim (obecnie powiat zielonogórski, dawniej powiat babimojski). Byli oni osadnikami śląskimi, wyznania ewangelickiego, którzy uczęszczali do kościoła w miejscowości Kargowa.
Przed 1945 rokiem zamieszkiwali obszar na samej granicy językowej polsko-niemieckiej. Hitlerowska administracja uznając Chwalimiaków za element niepewny, który posługiwał się językiem polskim, osiadły na terenach przygranicznych III Rzeszy – przesiedliła mieszkańców Chwalimia w głąb Niemiec.
Etnografowie Adam Fischer i Jan Stanisław Bystroń do Chwalimiaków zaliczali także mieszkańców wsi Stare Kramsko i Nowe Kramsko, jednak Ludwik Gomolec jednoznacznie zakwestionował identyfikowanie obu grup etnograficznych. Mimo podobnych cech kulturowych mieszkańcy tych dwóch miejscowości byli katolikami, a także nie używali etnonimu Chwalimiacy.